# Xerotricha nodosostriata
Xerotricha nodosostriata is een slakkensoort uit de familie van de Hygromiidae. De wetenschappelijke naam van de soort is voor het eerst geldig gepubliceerd in 1872 door Mousson.